# Lotto (wielerploeg)/1992
Deze pagina geeft een overzicht van de Lotto wielerploeg in  1992.

## Algemene gegevens
Sponsors: Belgische Nationale Loterij, Belgacom*
Ploegleiders: Jean-Luc Vandenbroucke, Jef Braeckevelt
Fietsmerk: MBK
*Tijdens Ronde van Frankrijk

## Renners
| Naam                          | Geboortedatum | Nationaliteit | Ploeg 1991      |
| ----------------------------- | ------------- | ------------- | --------------- |
| Serge Baguet                  | 18-08-1969    | België        |                 |
| Peter De Clercq               | 02-07-1966    | België        |                 |
| Dirk Demol                    | 04-11-1959    | België        |                 |
| Patrick Deneut                | 30-01-1960    | België        |                 |
| Martial Gayant                | 16-11-1962    | Frankrijk     | Toshiba         |
| Jos Haex                      | 19-08-1959    | België        |                 |
| Stéphane Hennebert            | 02-06-1969    | België        | Neoprof         |
| Pierre Herinne                | 09-09-1968    | België        |                 |
| Bart Leysen                   | 10-02-1969    | België        |                 |
| Sammie Moreels                | 27-11-1965    | België        |                 |
| Johan Museeuw                 | 13-10-1965    | België        |                 |
| Fabrice Naessens              | 13-12-1968    | België        |                 |
| Jan Nevens                    | 26-08-1959    | België        |                 |
| Kurt Onclin                   | 16-12-1966    | België        | Tulip Computers |
| Hendrik Redant                | 01-11-1962    | België        |                 |
| Peter Roes                    | 04-05-1964    | België        |                 |
| Frank Van Den Abeele          | 03-01-1966    | België        |                 |
| Rik Van Slycke                | 03-02-1963    | België        |                 |
| Patrick Verschueren           | 12-09-1962    | België        |                 |
| Marc Wauters                  | 23-02-1969    | België        | Neoprof         |
| Stagiairs                     |               |               |                 |
| Jean-Pierre Dubois (stagiair) | 01-07-1969    | België        |                 |
| Marc Janssens (stagiair)      | 13-11-1968    | België        |                 |
| Michel Vanhaecke (stagiair)   | 24-09-1971    | België        |                 |

## Belangrijke overwinningen
| Ruta del Sol 5e etappe: Johan Museeuw 6e etappe: Hendrik Redant Ronde van Valencia 1e etappe: Johan Museeuw 2e etappe: Johan Museeuw Trofeo Laigueglia Sammie Moreels Omloop van het Waasland Fabrice Naessens E3-Prijs Harelbeke Johan Museeuw Rund um den Henninger-Turm Frank Van Den Abeele Ronde van Frankrijk 8e etappe: Jan Nevens 20e etappe: Peter De Clercq GP Rik Van Steenbergen Patrick Deneut GP Jef Scherens Hendrik Redant Parijs-Tours Hendrik Redant | Japan Cup Hendrik Redant Dwars door Morbihan Peter De Clercq Route Adélie de Vitré Peter De Clercq Belgisch kampioenschap wielrennen voor elite Johan Museeuw Kampioenschap van Vlaanderen Rik Van Slycke Kellogg's Tour of Britain 1e en 5e etappe: Hendrik Redant Ronde van de Mijnvalleien 3e etappe: Hendrik Redant Boland Bank Tour 1e etappe: Hendrik Redant Ronde van de Limousin 2e etappe: Serge Baguet Ronde van Oostenrijk 9e etappe: Marc Janssens |

1985 · 1986 · 1987 · 1988 · 1989 · 1990 · 1991 · 1992 · 1993 · 1994 · 1995 · 1996 · 1997 · 1998 · 1999 · 2000 · 2001 · 2002 · 2003 · 2004 · 2005 · 2006 · 2007 · 2008 · 2009 · 2010 · 2011 · 2012 · 2013 · 2014 · 2015 · 2016 · 2017 · 2018 · 2019 · 2020 · 2021 · 2022 · 2023 · 2024 · 2025